# Щось з телефоном
«Щось з телефоном» (рос. «Что-то с телефоном») — радянський короткометражний художній фільм, знятий режисером Костянтином Осіним за мотивами фантастичного оповідання Кира Буличова «Можна попросити Ніну?», на кіностудії «Мосфільм» у 1979 році. За тим же оповіданням у 1987 році був випущений Молодіжною редакцією ленінградського телебачення ще один короткометражний фільм — «Різновид контактів».

## Сюжет
У квартирі Вадима Миколайовича зібралися гості зустріти веселою компанією Новий рік. Господар квартири безуспішно намагається додзвонитися своїй знайомій Ніні. Він, набираючи номер, потрапляє до дівчинки, яку теж звуть Ніна. Її відповіді здаються Вадиму Миколайовичу дивними, поки він не розуміє, що якимось незвичайним чином розмовляє з дитиною з Москви 1942 року. Згадавши своє голодне воєнне дитинство, герой розповідає дівчинці, що в одному з московських дворів у Трубніковському провулку вона може знайти хлібні картки, які він загубив, граючи з хлопцями. Наступного дня Вадим Миколайович по старому телефонному довіднику дізнався адресу дівчинки і пішов до неї, сам не розуміючи, що йому можна чекати від цієї зустрічі. Знайдений ним будинок виявився знесеним при прокладанні Нового Арбата, але йому вдалося встановити, що Ніна переїхала на Південний-Захід, і знайти її квартиру. Двері йому не відчинили. Сусідка, яка вийшла на сходову клітку, сказала, що Ніна Фролова з чоловіком поїхала. Коли жінка дізналася ім'я гостя, вона винесла залишений для нього лист. Вадим Миколайович зрозумів, що Ніна всі ці роки чекала його візиту.

## У ролях
- Анатолій Грачов —  Вадим Миколайович
- Ія Арепіна —  мати Вадима
- Тамара Логінова — епізод
- Людмила Марченко — епізод
- Тетяна Ронамі — епізод
- Олена Фетисенко — епізод
- Світлана Швайко — епізод
- Валеріан Виноградов — епізод
- Михайло Кислов — епізод
- Михайло Чигарьов — епізод

## Знімальна група
- Автор сценарію: Анатолій Гребнєв
- Режисер-постановник: Костянтин Осін
- Оператор-постановник: Роман Веселер
- Композитор:  Сергій Павленко
- Художник-постановник: Анатолій Пластинкін
- Режисер: В. Тіунова
- Оператор: А. Бондаренко
- Звукооператор: С. Литвинов
- Художник по костюмах: Г. Жекуліна
- Художник-гример: М. Агафонова
- Монтажер: С. Дорофєєва
- Редактор: В. Хотульов
- Музичний редактор: А. Лапісов
- Комбіновані зйомки:
  - Оператор: В. Якубович
  - Художник: І. Іванова
- Асистенти режисера: П. Шовкуненко, А. Лебедь
- Асистент оператора: М. Журавльов
- Директор: Валентин Маслов